# Marcos Paquetá
Marcos César Dias de Castro Paquetá (ur. 27 sierpnia 1958 w Rio de Janeiro) – brazylijski trener piłkarski. Przez wiele lat był selekcjonerem juniorskich i młodzieżowych reprezentacji Brazylii, z którymi zdobył tytuły mistrza świata U-20 i U-18 (oba w 2003 roku). Później prowadził brazylijski klub Avaí SC. W 2005 roku przeniósł się do Arabii Saudyjskiej, gdzie najpierw pracował w Al-Hilal Rijad, a - od grudnia 2005 do marca 2007 – był selekcjonerem reprezentacji. Startował z nią na Mundialu 2006, gdzie jego podopieczni zdobyli tylko jeden punkt i zajęli ostatnie miejsce w grupie. Mimo słabego występu na tym turnieju, nie otrzymał wypowiedzenia. Pracował z kadrą jeszcze przez ponad pół roku. Dopiero w marcu 2007 roku został zastąpiony przez swojego rodaka Hélia. Miesiąc później podpisał kontrakt z Al-Hilal Rijad.